# Якуровская (бывший Тарнянский сельсовет)
Якуровская — деревня в Шенкурском районе Архангельской области. Входит в состав муниципального образования «Никольское». Имеет местное неофициальное название Сибирь.

## География
Деревня расположена в южной части Архангельской области, в таёжной зоне, в пределах северной части Русской равнины, в 42 километрах на запад от города Шенкурска, на правом берегу реки Тарня, притока реки Ледь.
Часовой пояс
Якуровская, как и вся Архангельская область, находится в часовой зоне МСК (московское время). Смещение применяемого времени относительно UTC составляет +3:00.

## Население
| 2002 | 2010 | 2012 |
| ---- | ---- | ---- |
| 7    | ↘4   | →4   |

## История
До момента образования Тарнянской волости в 1897 году деревня входила в состав Великониколаевской волости Шенкурского уезда.
В «Списке населенных мест Архангельской губернии к 1905 году» деревня Якуровская насчитывает 19 дворов, 78 мужчин и 80 женщин. В административном отношении деревня входила в состав Тарнянского сельского общества Тарнянской волости.
На 1 мая 1922 года в поселении 34 двора, 81 мужчина и 93 женщины.
С 2006 года по 2012 год деревня входила в состав Тарнянского сельского поселения.